# Pirttilampi (sjö i Tervo, Norra Savolax)
Pirttilampi är en sjö i kommunen Tervo i landskapet Norra Savolax i Finland. Den är 1 meter djup. Arean är 35 hektar och strandlinjen är 2,87 kilometer lång. Sjön  ingår i Kymmene älvs huvudavrinningsområde.   Den ligger omkring 42 kilometer väster om Kuopio och omkring 330 kilometer norr om Helsingfors. 